# Konsumentföreningen Stockholm

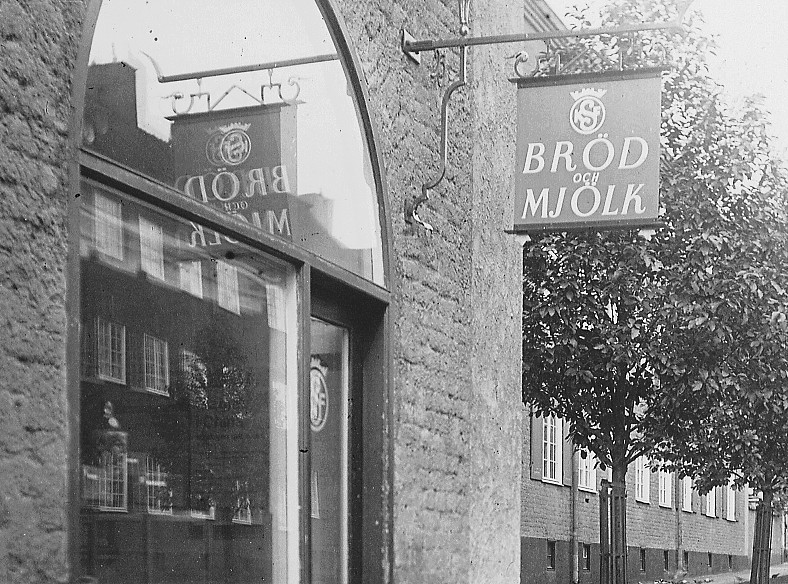
Bröd- och mjölkaffär i kvarteret Motorn, Upplandsgatan 93, 1931.

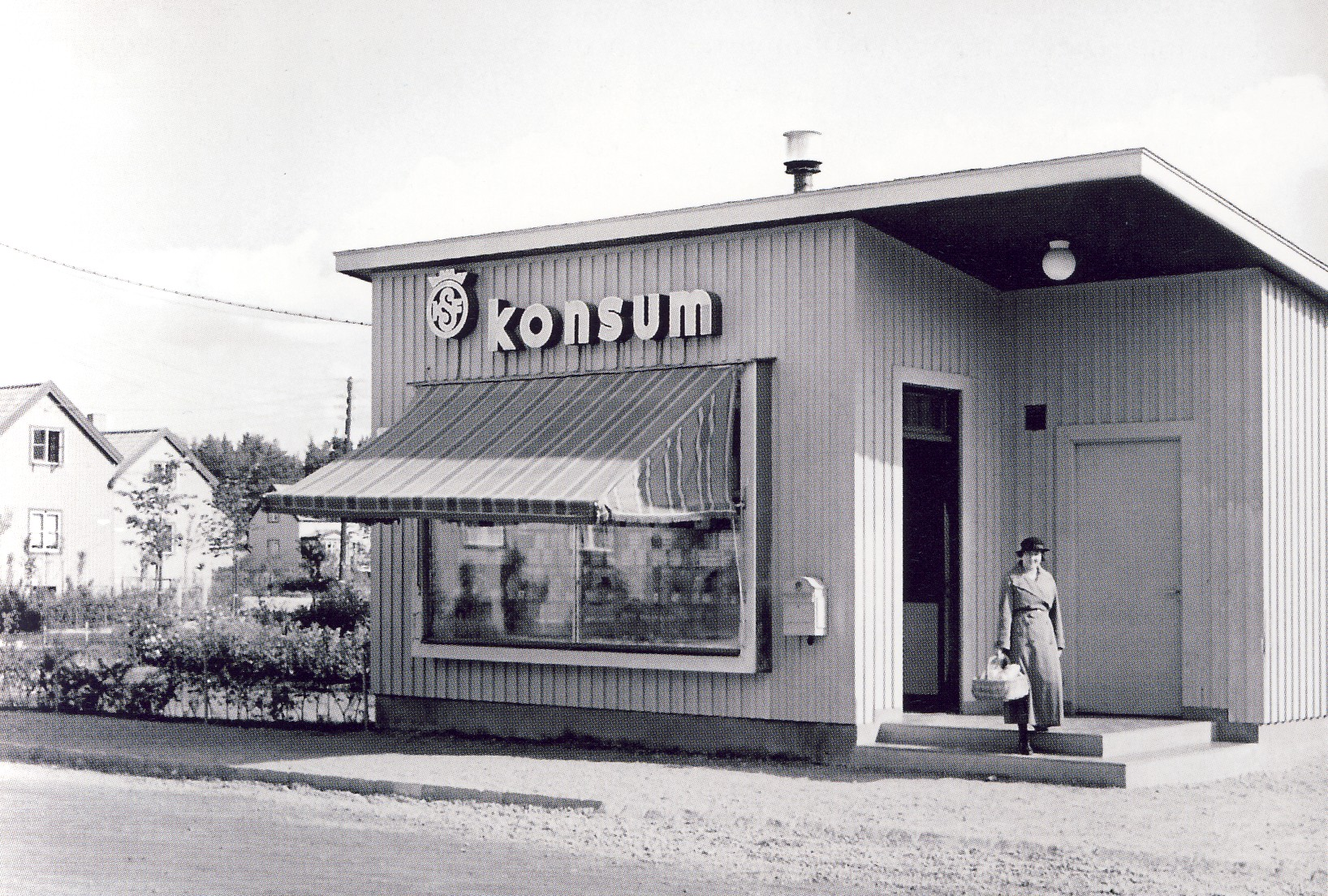
Konsumbutik med KfS-logon i Svedmyra, Stockholm, ritat av KFAI 1934.

Konsumentföreningen Stockholm (förkortat KfS, tidigare ofta benämnd Konsum Stockholm) är en svensk konsumentförening i Stockholm.
KfS grundades 1915 och drev fram till 1990-talet de flesta konsumentkooperativa butikerna i Stockholm. Under 1990-talet överläts butiksdriften till Kooperativa förbundet (KF) centralt och KfS huvudsakliga verksamhet bestod efter det i att företräda dess medlemmar, inte minst som en aktiv delägare i KF.
Efter en omorganisation blev KfS medlemsförening för Stockholm, Östergötland, Södermanland och Uppsala. Med 1,1 miljoner medlemmar är föreningen Sveriges största konsumentförening. Från januari 2022 blev föreningen även åter butiksdrivande när man tog över ägandet i Coop Butiker & Stormarknader (CBS) som drev närmare 200 Coop-butiker i Stockholm, Östergötland (exkl Finspång), Södermanland, Uppsala och Enköping.
Den 27 maj 2024 meddelade KfS att man skulle slå ihop med föreningen med CBS och bilda Coop Östra. Namnändringen skedde omgående, det nya bolaget planerades vara på plats den 1 januari 2025.
KfS ägde 2023 28 procent av Kooperativa Förbundet samt en stor del av Atrium Ljungberg.

## Historik
Konsumtionsföreningen Stockholm med omnejd bildades den 26 september 1915 genom sammanslagning av Kooperativa Charkuterifabriken, Kooperativa bageriföreningen Trygg och Kooperativa föreningen Thule. Föreningen hade vid starten 2760 medlemmar och tio butiker och hade redan vid starten planerat för övertagande av andra föreningar i Stockholm såsom Svenska hem, Solid i Värtan och Djurgårdens kooperativa förening.
Bland senare fusioner kan nämnas:
- Svenska hem, 1916.
- Skeppsholmens konsumtionsförening, april 1916.[4]
- Pumpseparators delningslag, 1917.[5]
- Kooperativa föreningen Solid, Värtan, 1918.[6]
- Kungsholms villastads handelsförening, 1920.[7]
- Djurgårdens konsumtionsförening, 1920.[7]
- Handelsaktiebolaget Ljus, 1920.[7]
- Lidingö konsumtionsförening, 9 maj 1921.
- Kooperativa handelsföreningen Holmia, Kungsholmen, 1 oktober 1921.[8]
- Aspuddens konsumtionsförening, 1922.[9]
- Lidingö-Breviks konsumtionsförening, 1922.[9]
- Järnvägsmännens konsumtionsförening, Liljeholmen, 1924.[10]
- Konsumtionsföreningen Hoppet, Fridhem, 1925.[11]
- Kooperativa föreningen Kedjan, Älvsjö, 1926.[12]
- Sundbybergs handelsförening, 1926.[12]
- Segeltorps kooperativa förening, 1927.[13]
- Bromstens handelsförening, 1928.[14]
- Flysta konsumtionsförening, 1928.[14]
- Lövsta handelsförening, 1928.[14]
- Solhems andelsförening, 1928.[14]
- Turebergs konsumtionsförening Holmia, 1932.[15]
- Djursholms konsumtionsförening, 1933.[16]
- Huddinge hushållsförening, 1933.[17]
- Vendelsö konsumtionsförening, 1933.[18]
- Duvbo handelsförening, 1934.[19]
- Tanto handelsförening, 1942.[20]
- Augustendals konsumtionsförening, 1943.[21]
- Ekerö kooperativa handelsförening, 1959.[22]
- Bålsta konsumtionsförening med omnejd, 1970.[23]
- Vaxholms samköpsförening, 1971.
- Österåkers konsumtionsförening, 1971.[24]
- Ösmo konsumtionsförening, 1971.[25]
- Konsum Södertörn, 1971.[26]
- Gustavsbergs konsumtionsförening, 2002.
- Konsumentföreningen Norrort, 2013.

År 1946 övertogs varuhuset Pub från KF.
År 1954 etablerades det första Kvickly-varuhuset i Vällingby. Den växte med tiden till en kedja med tio enheter innan det 1966 bestämdes att den skulle skyltas om till Domus.
År 1985 köptes klädkejdan Bredenberg & Co. År 1987 tog Konsum Stockholm över Academus som drev Akademibokhandeln. Bland andra detaljhandelsföretag som föreningen ägde fanns Esselte bokhandel, Kicks och Skorum. I januari 1991 meddelade KF och Konsum Stockholm att deras fackhandelsverksamheter skulle samordnas och tas över av KF. Även Pub fördes tillbaka till KF.
KfS medlemstidning var 1953–1989 Storstaden. Den ersattes 1990 av Mersmak som senare övertogs av KF och så småningom blev rikstäckande.
I januari 1992 beslutade KF och Konsum Stockholm att man skulle bilda Kooperativa detaljhandelsgruppen (KDAB) där butiksdriften skulle läggas under KF centralt. Konsum Stockholm ägde 9,9 procent av KDAB. Konsumbutikerna lades i bolaget Gröna Konsum Stockholm AB där KDAB ägde 51 procent, Konsum Stockholm 44 procent och Konsum Norrort 5 procent. Under 1995 köpte KF ut minoritetsägarna i KDAB och Gröna Konsum Stockholm.
Föreningens fastighetsavdelning hade 1989 ombildats till Fastighets AB Brogatan. Denna verksamhet behölls när övrig överläts till KF. År 1999 gick Brogatan ihop med Fastighets AB Stadsgården som ägdes av KF och KP Pension & Försäkring. Den sammanslagna verksamheten hette Atrium Fastigheter och ägdes till 60 procent av KfS; KF och KP delade på resten.
År 2009 gick KfS in som delägare i RNB Retail and Brands som drev klädkedjor som Brothers och Polarn O. Pyret. Ägandet i RNB Retail and Brands avvecklades 2021.
År 2015 trädde KfS in som 33-procentig delägare i Coop Sverige som hade en samordnande funktion bakom Coop-kedjan och Coop Butiker och Stormarknader som drev Coop-butiker i stora delar av Sverige.

## Butiker
| Datum            | Antal butiker |
| ---------------- | ------------- |
| september 1915   | 10            |
| 30 juni 1916     | 14            |
| 31 december 1917 | 22            |
| 30 december 1920 | 49            |
| 9 maj 1921       | 50            |
| 31 december 1921 | 68            |
| 31 december 1922 | 83            |
| 31 december 1923 | 91            |
| 31 december 1924 | 110           |
| 31 december 1925 | 133           |
| 31 december 1926 | 176           |
| 31 december 1927 | 201           |
| 31 december 1928 | 237           |
| 31 december 1931 | 298           |
| 31 december 1932 | 326           |
| 31 december 1935 | 372           |
| 31 december 1936 | 399           |
| 31 december 1947 | 795           |
| 1959             | 860           |
| 1978             | 332           |
| 1981             | 296           |
| 1982             | 290           |
| 1983             | 285           |
| 1984             | 263           |
| 1985             | 261           |
| 1992-2021        | 0             |